# La Parrina
Antica Fattoria La Parrina est une ferme et un domaine viticole proche de la ville italienne d’Orbetello dans la province de Grosseto, en Toscane.
Le domaine compte 4,5 kilomètres carrés, dont moins du quart destiné à la production de vin, même si ce domaine représente la quasi-totalité des vins d’origine contrôlée « La Parrina. »
Les cultures vinicoles dans cette région remontent aux Romains, voire aux Étrusques, mais l’histoire de La Parrina trouve son origine au début du XIXe siècle, quand la fille de la famille Strozzi se maria à un fils de la famille florentine des Giuntini. En 2005, la propriété était toujours aux mains des Giuntini.
Le climat y est typiquement méditerranéen : vents de mer, étés chauds, avec la plupart des précipitations se produisant au printemps et automne.
Les cépages cultivés sont les Trebbiano, Chardonnay, Sangiovese, Cabernet Sauvignon, Merlot, Ansonica, parmi d’autres. Les vins obtenus dans la province de Grosseto, à partir de l’Ansonica, ont reçu la DOCG « Ansonica Costa dell’Argentario » en 1995.
En plus de vins, La Parrina produit des fruits, légumes, plantes méditerranéennes, du fromage, du miel, du vinaigre et de l’huile d’olive. 